# سرهی پوپوف
سرهی پوپوف (اوکراینی: Сергій Олександрович Попов؛ زادهٔ ۲۲ آوریل ۱۹۷۱) بازیکن فوتبال اهل اوکراین است.
از باشگاه‌هایی که در آن بازی کرده‌است می‌توان به باشگاه فوتبال متالورگ زاپروژیا، باشگاه فوتبال ماریوپول، باشگاه فوتبال شاختار دونتسک، و باشگاه فوتبال زنیت سن پترزبورگ اشاره کرد.
وی همچنین در تیم ملی فوتبال اوکراین بازی کرده‌است.